# Никитин, Владимир Иванович (полный кавалер ордена Трудовой Славы)
Владимир Иванович Никитин (21 декабря 1946, Туголесский Бор, Московская область — 20 апреля 2015, Туголесский Бор, Московская область) — полный кавалер ордена Трудовой Славы.

## Биография
Владимир Иванович Никитин родился 21 декабря 1946 г. в поселке Туголесский Бор Шатурского района. По окончании 8 классов школы обучался в Рошальском химико-технологическом техникуме, получил профессию химика-технолога.
В 1967-69 гг. служил в рядах Советской армии.
С 1970 г. В. И. Никитин работал механизатором по добыче и переработке фрезерного торфа на Туголесском торфопредприятии, а в межсезонный период работал слесарем по ремонту оборудования и крановщиком. Ставил рекорды, перевыполняя нормы в 3 раза. Являлся ударником коммунистического труда IX, X, XI, XII пятилеток, был победителем социалистических соревнований в течение 8 лет.
План 3-х пятилеток выполнил за 1 год, работая по 20 часов в сутки в хорошую погоду, на сон у него оставалось по 3-4 часа.
За достигнутые успехи награждён:
- 1976 г. — орденом Трудовой Славы III степени;
- 1981 г. — орденом Трудовой Славы II степени;
- 1985 г. — золотой медалью ВДНХ;
- 1986 г. — орденом Трудовой Славы I степени;
- 1997 г. — медалью «В память 850-летия Москвы».

Избирался депутатом Туголесского поселкового Совета, Шатурского городского Совета, Московского областного Советов народных депутатов. В 1986 г. был делегатом XXVII съезда КПСС. В 1987 г. — делегатом XVIII съезда профсоюзов СССР.
В 1989—1993 гг. — председатель профсоюзного комитета торфопредприятия Туголесский Бор. В 1993—2003 гг. работал слесарем-ремонтником Шатурского мебельного комбината.
Никитин — первый и единственный шатурянин, награжденный орденом Трудовой Славы трех степеней.
С 2003 г. на пенсии.
Почетный гражданин Шатурского района. Звание присвоено решением Совета депутатов Шатурского муниципального района Московской области от 30.04.2013 г. № 14/42 (протокол № 19 заседания комиссии по рассмотрению материалов и предложений о присвоении звания «Почетный гражданин» от 24.04.2013 г.).
Был женат. Имел двух дочерей. 
Умер 20.04.2015 г. в п. Туголесский Бор.